# Jarabacoa

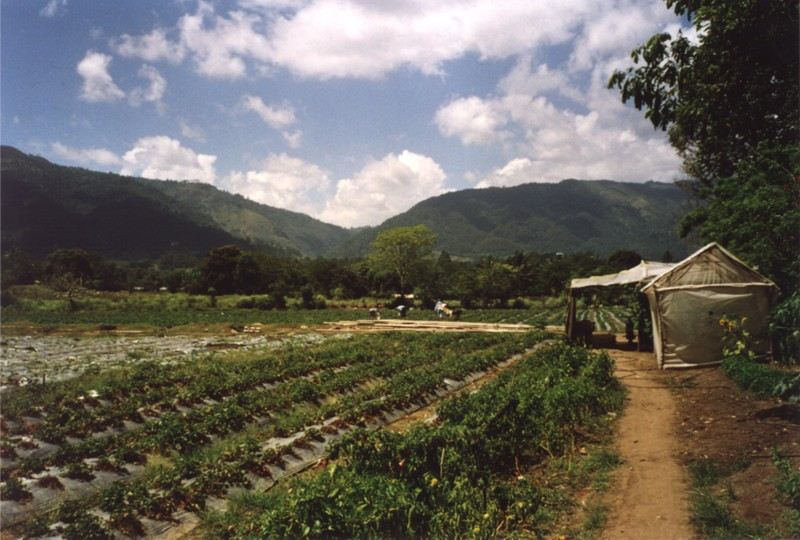
Erdbeerfeld nahe Jarabacoa

Jarabacoa ist ein Ort in der Dominikanischen Republik und liegt in der Provinz La Vega ca. 30 Kilometer von der gleichnamigen Provinzhauptstadt Concepción de la Vega entfernt. Es leben laut Volkszählung 2002 circa 56.000 Einwohner in dem auf 525 m Höhe gelegenen Ort. Viele wohlhabende Dominikaner haben sich hier niedergelassen, da das kühlere Klima als exotisch gilt.
Jarabacoa wird aufgrund seines Landschaftsbildes auch die Schweiz der Dominikanischen Republik genannt. 
Unweit von Jarabacoa befinden sich die Wasserfälle Saltos de Jimenoa und Saltos de Baiguate.
Aufgrund der Höhe herrscht ganzjährig eine angenehme Temperatur. Jarabacoa gilt als der ideale Ausgangsort für eine zwei- bis dreitägige Tour zum Pico Duarte, dem mit 3.098 Meter höchsten Gipfel der Karibik.

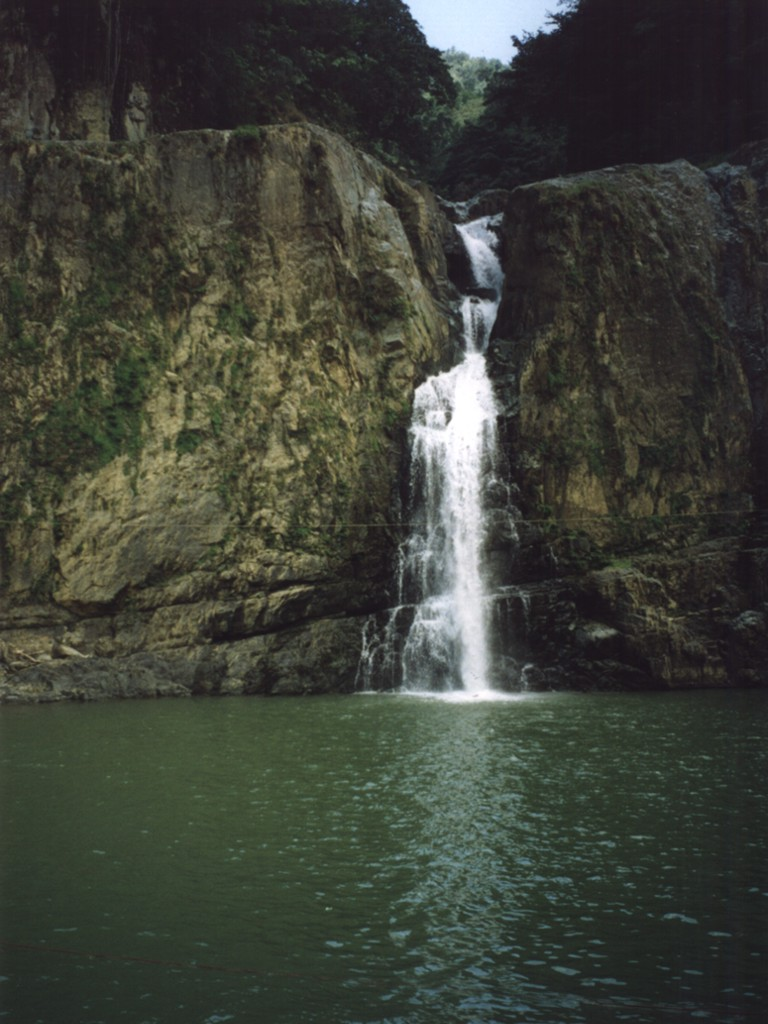
Saltos de Jimenoa
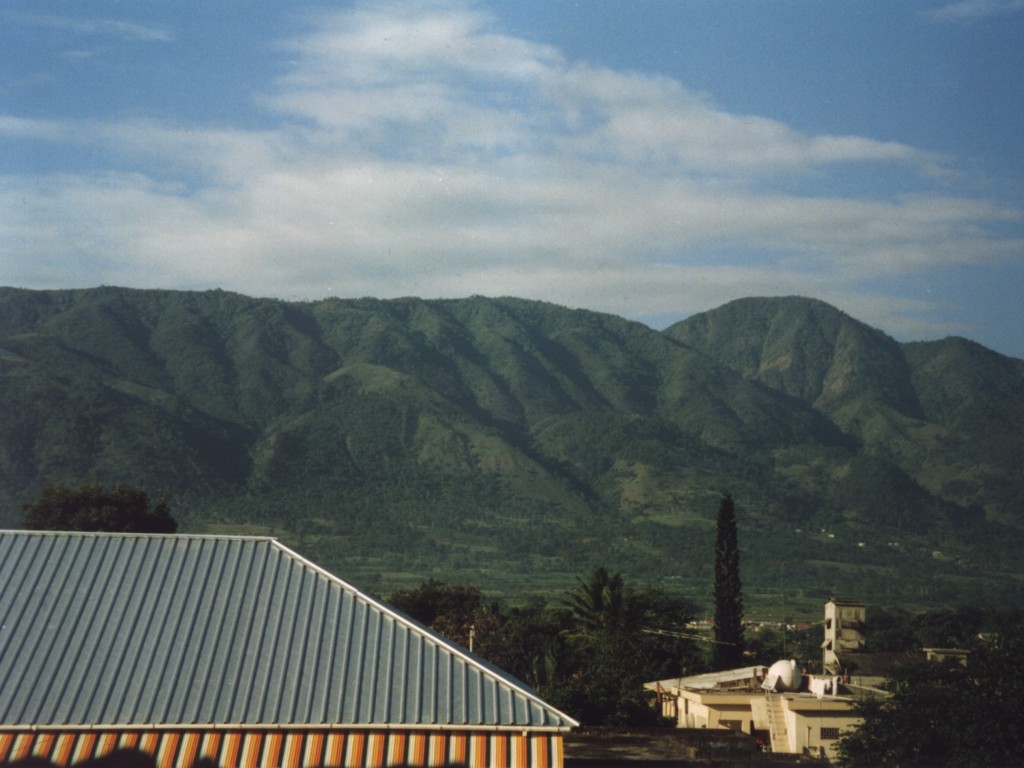
Cordillera Central

## Söhne und Töchter der Stadt
- Thomas Jungbauer (* 2005), dominikanisch-österreichischer Fußballspieler
- María Marte (* 1976), Köchin
- Francisco Soñé (1860–1949), Komponist, Musikpädagoge, Dirigent und Klarinettist